# Chambolle-Musigny
Chambolle-Musigny là một xã trong tỉnh Côte-d'Or, thuộc vùng Bourgogne-Franche-Comté của nước Pháp, có dân số là 313 người (thời điểm 1999).

## Nhân khẩu học
| 1962 | 1968 | 1975 | 1982 | 1990 | 1999 |
| ---- | ---- | ---- | ---- | ---- | ---- |
| 444  | 455  | 403  | 364  | 355  | 313  |

## Các thành phố kết nghĩa
- Schwabenheim an der Selz, Đức